# Zygota subaptera
Zygota subaptera är en stekelart som först beskrevs av Thomson 1858.  Zygota subaptera ingår i släktet Zygota, och familjen hyllhornsteklar. Arten är reproducerande i Sverige.